# James Cook

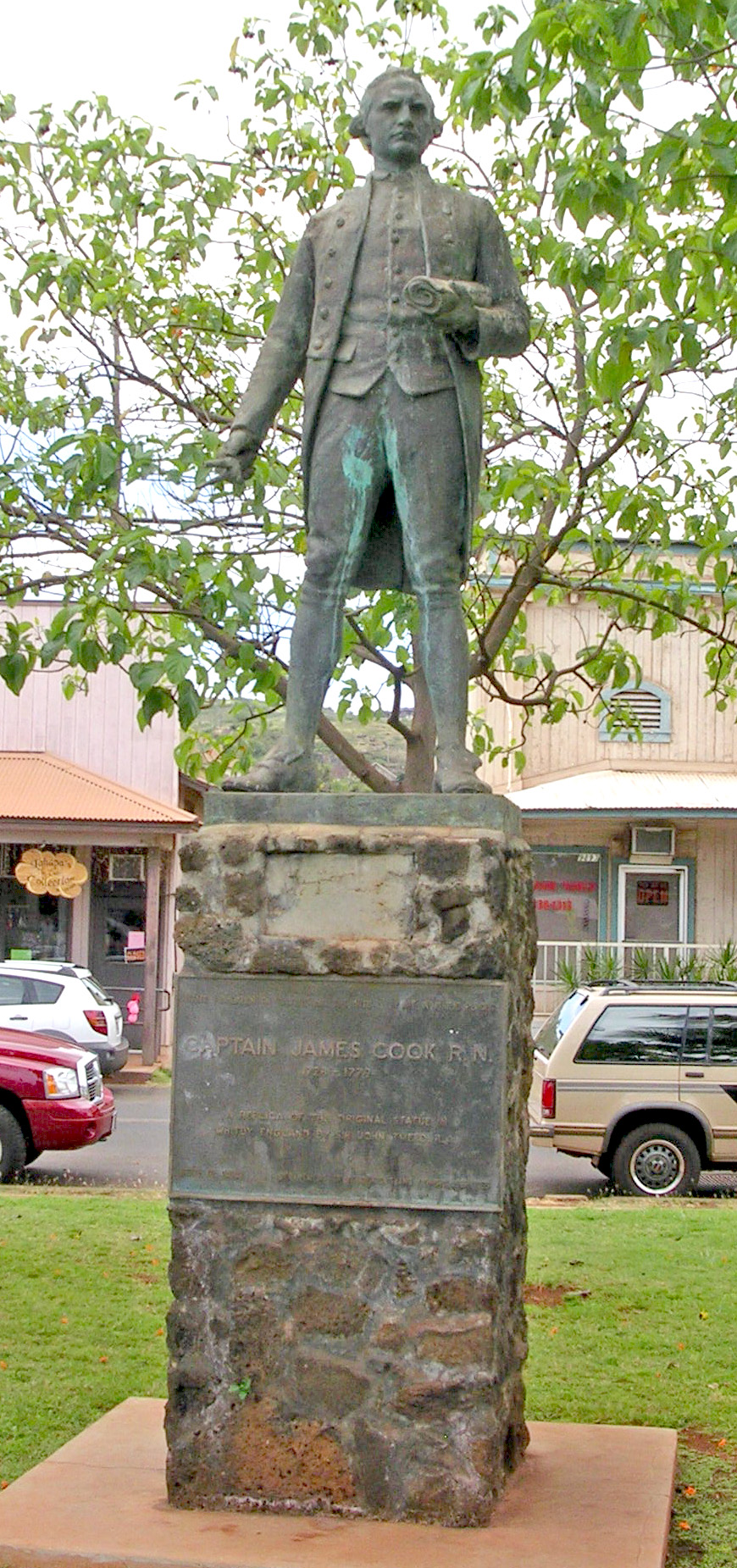
James Cook szobra a hawaii Waimeában, amely a Hawaii-szigetekkel való első kapcsolatba lépéséről emlékezik meg (1778. január)

James Cook (Marton, Yorkshire, 1728. október 27. – Hawaii, 1779. február 14.) brit felfedező, tengerész, térképész, és a Brit Királyi Haditengerészet kapitánya volt. Az ő hajója lépte át először a déli sarkkört 1773-ban.

## Ifjúsága
James Cook apja, a skót származású id. James Cook szegény mezőgazdasági munkás, majd később egy birtokon tiszttartó volt. Édesanyja Grace Pace Észak-Yorkshireből származott. A földbirtokos, akinél Cook édesapja dolgozott, saját költségén taníttatta Great Aytonban 12 éves koráig a tehetséges fiút. Cook tizenkét éves korában Staithesbe került egy szatócshoz, Sandersonhoz inasnak. 1742-ben Cook az Esk-folyó torkolatában fekvő Whitbyben elszegődött William Walker hajóira. 1742 és 1755 között többek között norvégiai, baltikumi vizeken járt teherszállító hajókkal. 1755-ben, amikor érezhetővé vált a háború közeledése, Cook elhagyta a kétárbócos, 280 tonnás öreg szkúnert, a Freelove-ot, melynek kormányosa volt, és önként jelentkezett a Brit Királyi Haditengerészethez.

## Haditengerészeti szolgálat
Matrózként 1755 és 1759 között az Eagle fedélzetén teljesített szolgálatot az angol parti vizeken. 1757-ben hajója parancsnoka Sir Hugh Palliser lett, aki felismerte Cook tengerészeti tehetségét képességeit, és ettől kezdve támogatójává lett.
1759. május 10-én Cookot „mastermannek” nevezték ki, és a Mercury fregattal Amerikába, a hétéves háború kanadai hadszínterére küldték. Kanadában Québec ostroma nehezen haladt. Cook javasolta, hogy a hadihajók is segítsék az ostromot az erőd ágyúzásával, és ennek érdekében csónakról felderítette az ott folyó Orleans csatorna mélységeit és áramlatait, hogy a hadihajók biztonságosan lőtávolságba manőverezhessenek. A támadás során Cook a zászlóshajót, a Lord Colville parancsnoksága alatt álló Northumberlandet kormányozta. A győzelem után Lord Colville a zászlóshajó első kormányosává nevezte ki, Palliser pedig megbízást adatott számára a Szent Lőrinc-folyó feltérképezésére. Miután ezt is sikeresen végrehajtotta, felettesei tisztnek akarták előléptetni, de ő úgy érezte, hogy még nem elég képzett. 1760-1761-ben asztronómiával, geometriával, matematikával foglalkozott parancsnoka támogatásával.
A béke közeledtével új térképészeti feladatokat kapott Új-Fundland és Labrador vidékén. 1762-ben szabadságot kapott, Angliába utazott, ahol december 21-én feleségül vette régi ismerősét, egy londoni fakereskedő húszéves lányát, Elizabeth Battst. Később hat gyermeke született, de a felnőttkort csak egyikük érte meg.
Új-fundlandi rendszeres szolgálata mellett 1765-ben felmérte a Jamaica környéki vizeket, tanulmánya erről nyomtatásban is megjelent, csakúgy, mint az 1766-os napfogyatkozásról, amit a Royal Society (Királyi Természettudományos Társaság) megbízásából figyelt meg a Burin-szigetek egyikén, a Ray-fok közelében.
1768. május 25-én Cook elnyerte régóta kiérdemelt hadnagyi kinevezését és megbízását egy angol déltengeri, csillagászati megfigyelési célokat kitűző expedíció parancsnokságára. A hajó kiválasztását az admiralitás Cookra bízta, aki a 370 tonnás Queen Ann nevű szénszállító vitorlást választotta az évekre tervezett hosszú útra. A Queen Ann új nevet (Endeavour, magyarul Törekvés) kapott, és alaposan felszerelték a világ körüli útra.

### Expedícióparancsnoki megbízatása
A Cook munkásságával foglalkozó másfél évszázados, főleg angol tudományos irodalom egyik fő vitatott kérdése az volt, hogy a jelentős tudományos expedíció vezetésével miért egy viszonylag egyszerű tengerésztisztet bíztak meg, félreállítva a kor egyik vezető tudományos szaktekintélyét, Alexander Dalrymple-t, aki maga is pályázott erre a posztra. A valódi okra 1923-ban derült fény, amikor a Cook-hagyatékból előkerült a hozzá intézett, 1768. július 30-án kelt, 211 332. sz. második titkos utasítás, melyet a brit admiralitás hivatalosan először 1928-ban adott közre a Naval Miscellanies közlönyben. Ez a parancs Cookot arra kötelezte, hogy a Vénusz átvonulásának megfigyelése után hatoljon le a 35. szélességi fokig, keresse meg az erről a vidékről említett nagy kontinenst, térképezze fel partjait, kutassa fel természeti kincseit, lépjen kapcsolatba bennszülöttekkel, és vegye birtokba a területet az angol király nevében. Az utasításból világos, hogy az admiralitás nem a feltételezett Terra Australis felkutatására gondolt, hanem a hollandok által nyugaton, északon és délen már ismert Új-Hollandia (Ausztrália) és egyúttal minden más újonnan felfedezett sziget brit fennhatóság alá helyezésére. A titoktartás érdekében az admiralitás előírta: az utazás befejezésekor Cook gyűjtse össze tisztjeinek és legénységének feljegyzéseit, és megérkezésekor azonnal adja át azokat a tengernagyi hivatalnak. Cook tehát kimondottan haditengerészeti felderítő és hódító feladatokat kapott, sőt katonai szempontból elmondható, hogy a kitűzött tudományos cél leginkább csak a küldetés igazi céljának álcázását szolgálta. Dalrymple, a befolyásos tudós nem állott katonai fegyelem alatt, és így nem tartották alkalmasnak a titkos utasítás végrehajtására. Ismertebb, tekintélyesebb tengerészkapitány kijelölése viszont gyanút kelthetett volna a konkurens hatalmakban, akkor mindenekelőtt a franciákban és spanyolokban. Így született meg a döntés, ami aztán elindította Cookot a világhír útján.

## Felfedező útjai

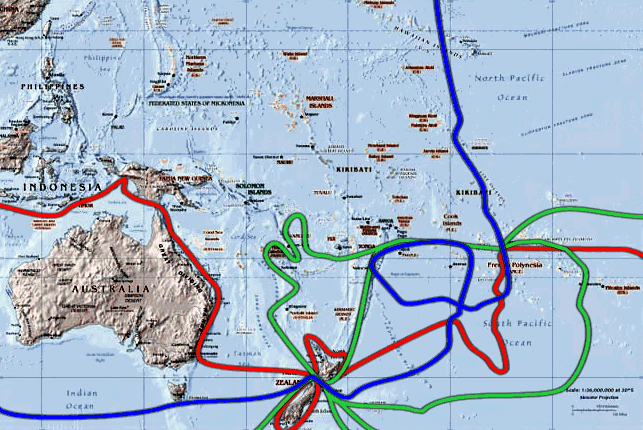
James Cook kapitány útjai a Csendes-óceán déli részén. Az első út pirossal, a második út zölddel, a harmadik út kékkel van jelölve

### Első út: 1768. július 30. – 1771. július 12.
Az Akadémia a haditengerészettel együttműködve expedíciót kívánt küldeni Tahitira, a Vénusz átvonulásának megfigyelésére. Parancsnokul a 40 éves Cookot nevezték ki, és ehhez gyorsan hadnaggyá léptették elő. Cook javaslatára az Endeavour nevű 368 tonnás, 30 m hosszú szénszállító bárkát alakították át: egyebek közt 22 ágyúval szerelték fel. A 84 hajós mellett a bárkán csillagászok, botanikusok, rajzolóművészek csoportja utazott.
A kutatók 1769. június 3-án elvégezték a megfigyeléseket, bár eredményeiket egy nem várt fejlemény folytán (a Vénusz légköre) nem lehetett felhasználni. Ezután Cook felderítette és meglepően pontosan feltérképezte Új-Zéland kettős szigetét, majd Ausztrália közel 2000 kilométeres keleti partvonalát, beleértve az általa elnevezett York-fokot is, majd a Torres-szoroson kijutott a nyílt Arafura-tengerre. Cook a tisztaságot, a szellőzést megkövetelve, az étrendbe rendszeresen savanyú káposztát, gyümölcsleveket iktatva megelőzte a hajósokat megtizedelő skorbutot. Amikor Jáva szigetén, Batáviában (ma Jakarta) a hajó nagyjavítását végezték, a legénység többsége elkapta a maláriát, majd továbbindulásukkor a vérhast. Ott helyben vagy úton Fokföldre kb. harmincan meghaltak valamelyik betegségben, köztük Charles Green csillagász is.

### Második út: 1772. július 13. – 1775. július 29.
Elsőként Cook hajózta körül az Antarktiszt a Resolutionnel, végleg megcáfolva a képzeletbeli déli földrész (Terra Australis) legendáját. Ezen útja során, 1773. január 17-én átlépte a déli sarkkört az első kapitányként. Felfedezte Niue szigetét, pontosította a már ismert szigetrészeket és újakat fedezett fel. Elnevezte az Új-Hebridák szigetcsoportját (1774. augusztus 31.), szeptemberben a főszigetet felfedezve Új-Kaledóniának nevezte el. Felfedezte a közeli Fenyők szigetét (Île des Pins). Cook tiszteletére a botanikusok az ott talált új növényfajtát Araucaria cookii-nak nevezték el. Az Atlanti-óceán déli részén felmérte és elnevezte a Déli-Georgia és Déli-Sandwich-szigeteket. Kísérőhajója, az Adventure több gondot okozott, mint amennyi előnyt. Hazatérte után kapitánnyá léptették elő, és a Brit Királyi Földrajzi Társaság (Royal Geographical Society) tagjává választotta.

### Harmadik út: 1776. július 14. – 1779. február 14.
20 000 fontos jutalom ellenében az utazás célja Szibéria vagy Alaszka, Kanada arktikus partjainál jégmentes átjáró – a régóta keresett északnyugati átjáró – felfedezése volt. Cook ismét a Resolutiont választotta hajójául, helyettese John Gore volt, kísérőhajója pedig a Discovery Ch. Clarke parancsnokkal. 1778. január 18-án pillantották meg Oahunál a Hawaii-szigetek központi csoportját, melyet Cook Sandwich-szigeteknek nevezett el az Admiralitás első lordjáról. 1778 augusztusának végén az alaszkai Jeges-foknál az összefüggő jégtakaró a hajókat visszafordulásra kényszerítette. 1779. január 17-én értek Hawaii főszigetének Kealakekula-öblébe, a mahakiki ünnepre, melynek során Cookot Lono isten reinkarnációjaként tisztelték. Néhány hét múlva Oahu felé hajóztak, de a vihar a Resolutiont törött vitorlákkal vetette vissza a már ismert Hawaii-öbölbe. Itt Cook egy ellopott dereglye miatt véres összetűzésbe keveredett a bennszülöttekkel, akik – mivel elmúlt Lono isten tiszteletének idénye, és helyette a harc istenének periódusa volt éppen, össze voltak zavarodva és emiatt – több társával együtt megölték, fejét levágták, testét feldarabolták. Miután Clarke visszaszerezte a maradványokat, katonai dísztemetéssel búcsúztak Cooktól. Mivel Clarke a későbbiekben meghalt, mindkét hajó John Gore parancsnoksága alatt tért vissza Angliába 1780. október 4-én.

## Naplóinak magyar kiadásai
James Cook Föld körüli utazásainak naplói 1773-ban, 1777-ben és 1784-ben jelentek meg első kiadásban Londonban. Magyarul az első utazás történetét először 1810-ben adták ki Pesten, majd másodszor 1816-ban, „Cooknak ama' híres anglius hajóskapitánynak a' Föld' körül utazása, melyet Banks, és Solander Tudósok társaságában tett 1768-1771 esztendőkben” címmel, német fordítás alapján. A következő Cook-fordítás – egy erősen rövidített átdolgozás – csak 1955-ben jelent meg Magyarországon James Cook: Világtengereken át (Három utazás a föld körül) címmel, „A hat világrész” sorozat VIlI. köteteként.
2002-ben az Osiris kiadó adta ki a naplót annak első francia nyelvű kiadása alapján, a Hawkesworth által 1773-ban megjelentetett angol eredetivel való egybevetés után. Ez sem teljes szöveg, a magyar fordításból kihagyták az érdektelenebbnek ítélt hajózási részleteket, az értékes földrajzi, néprajzi és természetrajzi megfigyelések anyaga azonban csaknem teljes terjedelemben megjelent.
- Cooknak ama híres anglus hajós-kapitánynak a föld körül utazása, mellyet Banks és Solander tudósok társaságában tett 1768-1771 esztendőkben; ford. Horváth Zsigmond; Trattner Ny., Pest 1810
- Világtengereken át, Három utazás a föld körül; ford. Ballenegger Róbertné, Peisner Károly; Világirodalom, Bp., 1924 (A hat világrész)
- Utazások a világ körül. Első utazás; vál. Lutter Tibor, franciából ford. Vajda Endre, bev., jegyz. Vajda László; Művelt Nép, Bp., 1955
- Utazások a világ körül. Első utazás; vál. Lutter Tibor, franciából ford. Vajda Endre, bev., Bodrogi Tibor; Osiris, Bp., 2002